# Pycnarmon quinquepuncta
Pycnarmon quinquepuncta là một loài bướm đêm trong họ Crambidae.